# Ashlee Evans-Smith
Ashlee Nicole Evans-Smith, född 9 juli 1987 i Ukiah, CA, är en amerikansk MMA-utövare som sedan 2014 tävlar i organisationen Ultimate Fighting Championship.